# Sjøvegan
Sjøvegan este o localitate din comuna Salangen, provincia Troms, Norvegia, cu o suprafață de 0,81 km² și o populație de 721 locuitori (2013).